# Saint-Louis (rivière du Minnesota et du Wisconsin)
Ne doit pas être confondu avec Rivière de Saint-Louis.
Pour les articles homonymes, voir Saint-Louis et Rivière Saint-Louis.
La rivière Saint-Louis (en anglais : St. Louis River) est un cours d'eau traversant les États du Minnesota et Wisconsin, aux États-Unis.
D'une longueur de 309 km, elle est la plus longue rivière à se déverser dans le lac Supérieur et peut donc être considérée comme le cours supérieur du fleuve Saint-Laurent. Son cours débute à un peu plus de 20 km à l'est de Hoyt Lakes (Minnesota) au niveau du lac appelé Seven Beaver Lake. Ce lac est lui-même alimenté par plusieurs rivières dont la North River. Le bassin versant de la rivière couvre 9 400 km2. Près des ports jumeaux de Duluth (Minnesota) et Superior (Wisconsin), la rivière se déverse dans un estuaire.

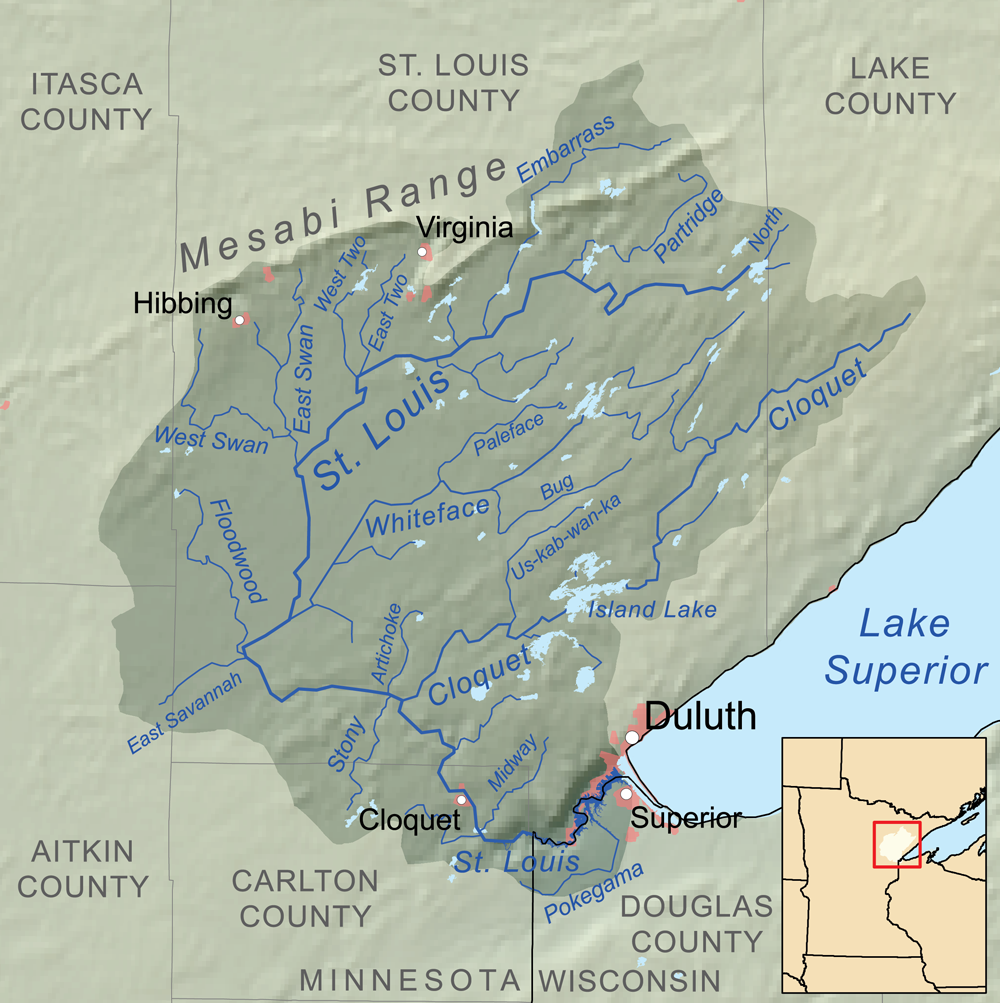
Bassin versant de la rivière Saint-Louis.

Selon Warren Upham, le  nom de la rivière dans la langue Ojibwe est Gichigami-ziibi (signifiant "rivière du Grand-lac").